# Tachina inumbrata
Tachina inumbrata là một loài ruồi trong họ Tachinidae.